# 明日への轍
『明日への轍』（あすへのわだち、原題：Cruel and Gentle Things）は、アメリカ合衆国のロック・ミュージシャン、チャーリー・セクストンが2005年に発表した4作目のスタジオ・アルバム。

## 背景
自己名義の作品としては『アンダー・ザ・ウィッシング・ツリー』（1995年）以来10年ぶりだが、セクストンはその間に、ルシンダ・ウィリアムス、ボブ・ディラン、エディ・ブリケル、ロス・スーパー・セブンを含む様々なミュージシャンと共演してきた。「レギュラー・グラインド」は実弟ウィル・セクストンとの共作で、「ディリンガム・レーン」はスティーヴ・アールとの共作である。本作はウィスコンシン州ミルウォーキーのレーベル「バック・ポーチ・レコード」から発売され、セクストンは、同時期にバック・ポーチからリリースされたシャノン・マクナリーのアルバム『Geronimo』でもプロデューサーを務めている。
日本盤CD (SICP-1448)は2007年に発売され、ボーナス・トラックとして「インプレスト」（アルバム『ピクチャーズ・フォー・プレジャー』収録曲をピアノ弾き語りにアレンジしたセルフ・カヴァー）と「スパニッシュ・ワーズ」（アルバム『アンダー・ザ・ウィッシング・ツリー』収録曲のセルフ・カヴァー）が追加された。

## 評価
デヴィッド・リンチは2005年9月16日付の『オースティン・クロニクル』紙のレビューで、「ゴスペル」に関してダニエル・ラノワ、「バーン」に関してU2、「アイ・ドゥ・ザ・セイム・フォー・ユー」に関してボブ・ディラン、「ブリング・イット・ホーム・アゲイン」に関してエルヴィス・コステロからの影響を指摘しつつ「カヴァーでもパクリでもない。むしろ彼がソングライティングにおいて、そうした先人たちと同等の感情的な深みを会得したと見るべきだろう」と評している。Thom Jurekはオールミュージックにおいて5点満点中4点を付け「セクストンのカタログの中でも最良で、最も詩的で、音楽的に写実的である」と評している。また、『CDジャーナル』のミニ・レビューでは「弱冠17歳でデビュー以来、20年余りが経過した彼がほどよい枯れ具合で円熟の一作を発表」「イブシ銀のブルージィなロック」と評されている。

## 収録曲
特記なき楽曲はチャーリー・セクストン作。
1. ゴスペル - "Gospel" - 4:38
2. バーン - "Burn" - 4:14
3. アイ・ドゥ・ザ・セイム・フォー・ユー - "I Do the Same for You" - 3:51
4. クルーエル・アンド・ジェントル・シングス - "Cruel and Gentle Things" - 3:18
5. ブリング・イット・ホーム・アゲイン - "Bring It Home Again" - 5:15
6. ワンス・イン・ア・ホワイル - "Once in a While" - 3:02
7. ジャスト・ライク・ラヴ - "Just Like Love" - 5:19
8. レギュラー・グラインド - "Regular Grind" (Charlie Sexton, Will Sexton) - 4:28
9. ディリンガム・レーン - "Dillingham Lane" (C. Sexton, Steve Earle) - 4:51
10. イット・ドント・テイク・ロング - "It Don't Take Long" - 4:33

### 日本盤ボーナス・トラック
1. インプレスト - "Impressed" (Robert Wilson, Steve Krikorian) - 7:05
2. スパニッシュ・ワーズ - "Spanish Words" - 8:10

## 参加ミュージシャン
- チャーリー・セクストン - ボーカル、エレクトリック・ギター、アコースティック・ギター、リゾネーター・ギター、バリトン・ギター、ギター・ループ、ピアノ、ハーモニウム、ハモンドオルガン、メロトロン、キーボード、ベース、6弦ベース、ドラムス、ドラム・ループ、パーカッション、パーカッション・ループ、タンバリン、チェロ
- カーター・アルブレヒト - ピアノ(on #3, #6)、ローズ・ピアノ(on #3)、オルガン(on #6)、メロトロン(on #6)、ハーモニー・ボーカル(on #6)
- ケヴィン・ラヴジョイ - メロトロン(on #4)、ウーリッツァー・ピアノ(on #8)、モーグ・シンセサイザー(on #8)
- マイケル・ラモス - ハモンドオルガン(on #9)、ハーモニウム(on #9)
- ジョージ・レイフ - ベース(on #3, #4, #6, #9, #10)
- ハント・セイルス - ドラムス(on #3, #6)
- J・J・ジョンソン - ドラムス(on #4, #5, #7, #8, #9)
- シャノン・マクナリー（英語版） - ハーモニー・ボーカル(on #2)